# Menophra jugorum
Menophra jugorum är en fjärilsart som beskrevs av Felder 1874. Menophra jugorum ingår i släktet Menophra och familjen mätare. Inga underarter finns listade i Catalogue of Life.